# История свидетелей Иеговы
Данная статья посвящена истории международной религиозной организации свидетелей Иеговы.

## Исследователи Библии

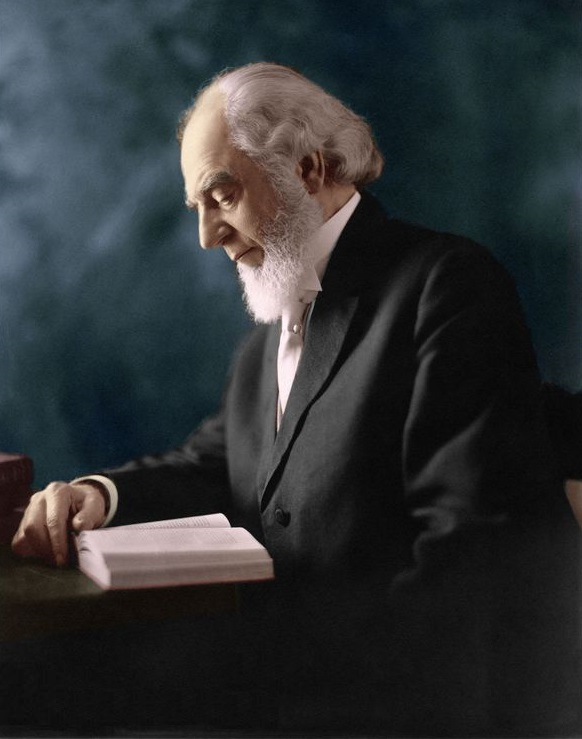
Чарльз Тейз Расселл (1852—1916) — 1-й президент Общества Сторожевой башни, 1911 год

### Исследователи Библии при Расселле
История свидетелей Иеговы начинается с движения «Исследователей Библии», основанного в конце 70-х годов XIX века Чарльзом Тейзом Расселлом в Соединённых Штатах Америки. Характерными особенностями учения Исследователей Библии времён Расселла были антитринитарианство, хилиазм, смертность души. В те времена Исследователи Библии не отвергали многое из того, что позднее было отвергнуто свидетелями Иеговы — так, они считали крест символом христианства, праздновали Рождество и дни рождения. В организационном плане общины Исследователей Библии были построены на «демократических» началах — старейшин в собраниях выбирали путём голосования.
В 1879 году Расселл стал выпускать журнал «Сионская сторожевая башня и вестник присутствия Христа», известный в настоящее время как «Сторожевая башня». В качестве юридического лица для обеспечения деятельности Исследователей Библии было основано «Общество Сторожевой башни, Библий и трактатов» (Пенсильвания). Расселл стал первым президентом этого общества.
Исследователи Библии того времени считали, что «последние дни» начались в 1799 году (год, когда Наполеон лишил папу римского светской власти), а Христос правит как Царь над небом с 1878 года и ожидали, что Армагеддон начнётся в 1914 году. Эти вычисления были опубликованы Расселлом в шести томах «Исследования Писаний».

### Исследователи Библии при Рутерфорде

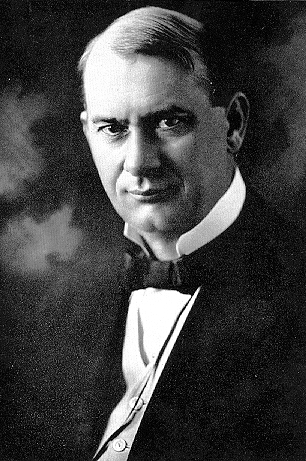
Дж. Ф. Рутерфорд (1869—1942) — 2-й президент Общества Сторожевой башни

После смерти Расселла в 1916 году вторым президентом Общества Сторожевой башни стал Джозеф Франклин Рутерфорд.
В 1919 году для популяризации своего учения Исследователи Библии начали издавать журнал «Золотой век» (The Golden Age), выходящий в настоящее время под названием «Пробудитесь!».
В своей книге «Миллионы ныне живущих людей никогда не умрут» (Millions Now Living Will Never Die), изданной в 1920 году, Рутерфорд писал о 1914 годе, как о времени начала невидимого правления Христа на небе и предсказывал, что Армагеддон произойдёт в 1925 году и в этом же году будут воскрешены ветхозаветные праведники. Многие Исследователи Библии возлагали большие надежды на этот год. После того, как в 1925 году не произошло ожидаемых событий, Исследователи Библии стали считать, что Армагеддон произойдёт при жизни людей, помнящих события 1914 года.

#### Раскол среди Исследователей Библии
При Рутерфорде демократический принцип управления общинами сменили на теократический. Рутерфорд распустил совет директоров, который должен был руководить всей деятельностью Общества Сторожевой башни (согласно постановлению пастора Расселла, представленному в его завещании). После реформ Рутерфорда Общество Сторожевой башни приобрело статус руководящего органа религиозной организации, впоследствии взявшей себе название «Свидетели Иеговы». Старейшин в собраниях перестали выбирать члены собрания, а стало назначать Общество. В этой связи в среде Исследователей Библии произошёл раскол. В настоящее время в США и странах Европы существуют автономные группы Исследователей Библии, придерживающиеся принципов управления и вероучения, существовавших при Расселле.

## Свидетели Иеговы

### Свидетели Иеговы при Рутерфорде
В 1931 году сторонники Рутерфорда приняли своё современное название «Свидетели Иеговы». Это позволило провести чёткую границу между Исследователями Библии, которые остались лояльными Обществу Сторожевой башни во главе с Рутерфордом и теми Исследователями Библии, которые отделились от Общества, но продолжали использовать название «Исследователи Библии».
В 1935 году было принято учение о двух классах христиан. Согласно этому учению, одна часть христиан — «малое стадо» в количестве 144 000, которые после своей смерти воскреснут в «духовном теле» и попадут на небо, а после Армагеддона вместе с Христом будут править Землёй. Остальным же христианам — «другим овцам» (их число не ограничено) предназначена жизнь на обновленной Земле. Можно сказать, что к этому году окончательно сформировалось учение свидетелей Иеговы в его современном виде.

### Свидетели Иеговы при Норре
После смерти Рутерфорда в 1942 году, президентом Общества Сторожевой башни становится Нейтан Гомер Норр. При его президентстве все публикации Общества стали анонимными. Если при Расселле и Рутерфорде статьи в журналах и книги выходили с указанием авторства, то с 40-х годов XX века в публикациях имя автора перестали указывать. Одновременно с этим, свидетели Иеговы расширили свою миссионерскую деятельность. В Нью-Йорке была образована «Библейская школа Галаад». Программа обучения в этой школе рассчитана на 6-9 месяцев и готовит миссионеров для служения по всему миру. В каждом собрании свидетелей Иеговы стали проводить «Школу теократического служения», в которой всех членов собрания обучают основам проповедования учения общества.
В 1950-1960-х годах свидетели Иеговы издают собственный перевод Священного Писания — «Перевод нового мира» на английском языке.
В 1966 году издали книгу «Вечная жизнь в свободе сынов Бога» (Life Everlasting — in Freedom of the Sons of God). В этой книге утверждали, что 6000 лет человеческой истории окончатся в 1975 году. В этой связи многие свидетели Иеговы ожидали, что в этом году и произойдёт Армагеддон. В результате того, что их ожидания не оправдались, численность свидетелей Иеговы на протяжении 1975—1980 годов сократилась и уменьшилась их проповедническая активность.
В это кризисное время в 1976 году в Обществе произошли организационные изменения. Если до 1976 года вся юридическая полнота власти в Обществе Сторожевой башни принадлежала его президенту, то с 1976 года Обществом управляет Руководящий совет свидетелей Иеговы, который на тот момент являлся расширенным советом директоров Общества Сторожевой башни. Все вероучительные и организационные изменения с этого времени принимаются Руководящим советом. Вся литература свидетелей выходит под его наблюдением.

### Свидетели Иеговы после смерти Норра
В 1977 году четвёртым президентом Общества после смерти Норра стал Фредерик Вильям Френц. В конце 80-х годов XX века из-за изменения политической ситуации стала возможной открытая деятельность Общества в странах Восточной Европы и Советском Союзе. На этих территориях заметен значительный рост числа свидетелей Иеговы.
Френц умер в 1992 году, его сменил на посту президента Милтон Джордж Хеншель.
В 1995-2000 годах численность свидетелей Иеговы в странах Западной Европы оставалась без изменений или же незначительно уменьшалась. Однако, общая их численность в мире в этот период выросла в основном за счёт стран Латинской Америки, Африки и Восточной Европы.
В 1999 году Хеншель ушёл в отставку с поста президента Общества Сторожевой башни. Это первый случай отставки президента за всю историю организации. Его сменил на этом посту Дон Адамс. Вместе с Хеншелем ушли из советов директоров Общества некоторые члены Руководящего совета свидетелей Иеговы, тем самым отделив Руководящий совет от Общества Сторожевой башни. После смерти Адамса в 2014 году президентом Общества Сторожевой Башни стал Роберт Сиранко.
Начиная с 2004 года, общество Сторожевой Башни начало продавать собственность в Бруклине в связи с переносом руководящего центра в город Уорик (штат Нью-Йорк, США). Перенос был завершен в 2016 году.

## История Свидетелей Иеговы в странах мира

### Свидетели Иеговы в нацистской Германии
В 1933 году в Германии насчитывалось около 25 000 свидетелей Иеговы. Тысячи из них оказались среди первых, кого отправили в нацистские лагеря и тюрьмы. Они заявляли о своей позиции нейтралитета в любых вопросах, касающихся политики и войны. Всего с 1933 по 1945 годы в Германии почти 10 тысяч Свидетелей Иеговы стали жертвами нацизма. Около 2000 Свидетелей умерли, из них более 250 были казнены.

### Свидетели Иеговы в Советском Союзе и в России
История свидетелей Иеговы в России начинается с 1891 года, когда Симеон Козлицкий, возвратившись из Соединённых Штатов, привёз с собой в Российскую империю новую религию, которую он узнал от Исследователей Библии в США. Козлицкий в этом же году был сослан в Сибирь.
С приходом большевиков свидетели Иеговы всячески преследовались властью за антисоветскую пропаганду. После распада СССР в 1991 году свидетели Иеговы получили официальное признание.
В конце 2010-х в некоторых регионах России деятельность организации начала попадать под запрет, а литература объявляться экстремистской.
По состоянию на декабрь 2011 года, в России в отношении свидетелей Иеговы велось расследование девяти уголовных дел по статье 282 УК РФ («действия, направленные на возбуждение ненависти и вражды, а также на унижение достоинства человека и группы лиц по признакам отношения к религии») в таких городах, как в Асбест, Ахтубинск, Кемерово, Таганрог, Чебоксары, Челябинск, Чита, Салехард и Йошкар-Ола. Большую огласку получило дело Калистратова — старейшины из Горно-Алтайска, которое дважды опротестовывалось, пока, наконец, 22 декабря 2011 года Верховный суд Республики Алтай постановил прекратить уголовное дело против Калистратова за отсутствием состава преступления и признал за ним право на реабилитацию.
20 апреля 2017 года деятельность религиозной организации «Управленческий центр свидетелей Иеговы в России» и всех его региональных 395 отделений признана экстремистской и запрещена на территории России. Решение вступило в законную силу 17 июля 2017 года.

### Свидетели Иеговы на Украине
После Первой мировой войны территория Украины входила в состав четырёх соседних стран. Её центральная и восточная части вошли в состав Советского Союза. Западная Украина была разделена между тремя другими государствами. Галиция и Волынь были присоединены к Польше, Буковина — к Румынии, Закарпатье — к Чехословакии. Гражданам этих трёх стран предоставлялась определённая религиозная свобода и Исследователям Библии разрешалось проповедовать.
В мае 1926 г. в селе Великие Лучки состоялся первый конгресс Исследователей Библии в Закарпатье. На нём присутствовало 150 человек и двадцать человек крестилось. В следующем году в той же самой местности состоялся конгресс под открытым небом в центральном парке города Ужгорода, на котором собралось 200 человек. Вскоре конгрессы были организованы и в других городах Закарпатья. В 1928 году прошёл первый конгресс во Львове. Позднее конгрессы состоялись в Галиции и Волыни.
Когда образовались первые группы Исследователей Библии, появилась необходимость в собственных помещениях для проведения встреч. Первый Зал Царства был построен в селе Диброва (Закарпатье), в 1932 году. Позднее в соседних селах Солотвина и Белая Церковь построили ещё два зала.
Несмотря на то, что некоторые из этих залов во время войны были разрушены, а некоторые были конфискованы, в конце 2001 г. в селе Диброва было 8 Залов Царства и в шести окрестных селах — 18.
26 сентября 2012 года Верховный суд Украины пресек попытку незаконного захвата значительной части земельного участка, на котором в селе Брюховичи под Львовом расположен украинский филиал свидетелей Иеговы.

### Научная
- Анкерберг Д.[англ.], Уэлдон Д. «Факты о Свидетелях Иеговы» / Пер. с англ.. — Германия: Миссия Вестник Мира, 2000. — 73 с. Архивировано 2 ноября 2011 года.
- Армагеддона не будет. Сборник. — Иркутск: Вост.-Сибирское книжное изд-во, 1977.
- Артемьев А. И. Свидетели Иеговы Казахстана и Средней Азии: ист.-религиовед. анализ. — 2-е изд., перераб., доп. — Алматы: ИД «Кочевники», 2010. — 352 с. — (Философия и история религий). — 3000 экз. — ISBN 978-601-218-004-6. Архивировано 4 марта 2016 года.
- Асанбаев М. Б. Казахстан: потенциал религиозной конфликтности и факторы риска в развитии религиозной ситуации // Центральная Азия и Кавказ. — 2006. — № 6 (48). Архивировано 9 июня 2014 года.
- Бартошевич Э. М., Борисоглебский Е. И. Именем бога Иеговы. — М.: Госполитиздат, 1960.
- Бартошевич Э. М., Борисоглебский Е. И. Свидетели Иеговы. — М.: Политиздат, 1969. — 216 с.
- Бартошевич Э. М. Иеговисты // Философская энциклопедия. В 5-х т / Под ред. Ф. В. Константинова. — М.: Советская энциклопедия, 1962. — Т. 2  Дизъюнкция—Комическое. — 576 с. — (Энциклопедические словари и справочники).
- Безуглов А. А. «Пришедшие из мрака». — М.:Госюриздат, 1960;
- Браницкий А. Г., Корнилов А. А. Религии региона. — Н. Новгород: ННГУ имени Н. И. Лобачевского, 2013. — 305 с. Архивировано 28 июля 2014 года.
- Веснина Л. Е. Коммуникативная стратегия запугивания в текстах религиозной организации «Свидетели Иеговы» // Политическая лингвистика. — 2012. — Т. 2012, № 2. — С. 66—70.
- Гагарин Ю. В.[коми] Секта «свидетели Иеговы» в Коми АССР и её реакционная сущность. — Сыктывкар, 1963.
- Гажос В. Ф. Бегство из тьмы (о сектах иеговистов). — Кишинев, 1963.
- Гажос В. Ф. Особенности идеологии иеговизма и религиозное сознание сектантов. — Кишинев: АН МССР, 1969.
- Гажос В. Ф. Эволюция религиозного сектантства в Молдавии (историко-философский и социологический анализ) / Под ред. Э. Г. Филимонова. — Кишинев: Кишиневский политехнический институт имени С. Лазо, 1975. — 140 с. — 1500 экз.
- Герасимец А. С., Решетников Н. А. Религиозная секта иеговистов. — Иркутск: Иркут. отд-ние Всерос. о-ва по распространению полит. и науч. знаний., 1959. — 45 с.
- Герасимец А. С., Решетников Н. А. Правда об организации Иеговистов. — Иркутск: Иркутск. кн. изд., 1960.
- Герасимец А. С. Религиозная маскировка иеговистов. — Иркутск, 1961.
- Герасимец А. С. Критика идеологии современного иеговизма / Автореферат дисс. на соискание учен. степени кандидата философ. наук. — Иркутск: Иркут. гос. ун-т им. А. А. Жданова. Объедин. совет по присуждению учен. степеней по философ. наукам., 1965. — 22 с.
- Герасимец А. С. Особенности идеологии и культа «свидетелей Иеговы» в СССР. — Иркутск, 1973.
- Герасимец А. С. Теоретические и практические проблемы атеистической работы среди Свидетелей Иеговы // Информационный бюллетень ин-та научного атеизма АОН при ЦК КПСС. — М.: ИНА АОН при ЦК КПСС, 1978. — № 18. — С. 75—86.
- Головушкин Д. А. Свидетели Иеговы // Религии мира: словарь-справочник / Под ред. А. Ю. Григоренко. — СПб.: Питер, 2009. — С. 381—382. — 400 с. — 4000 экз. — ISBN 978-5-388-00466-6.
- Голько О. Ф. Свідки Єгови - сибірський маршрут: Добірка розповідей та архівних документів, зібраних вченим-архівістом, живим свідком описаних подій. — Львов: ТОВ Фаворит, 2002. — 201 с. — (Про це забувати не можна). — ISBN 966-96128-0-2.
- Грисхабер Э., Грисхабер Д. Публичное разоблачение Свидетелей Иеговы. — СПб., 1999. Архивировано 24 сентября 2015 года.
- Гринев Е. А. Особенности идеологии современного иеговизма и проблемы атеистического воспитания / Автореферат диссертации на соискание учёной степени кандидата философских наук. — Киев, 1973.
- Гронвельд Я. Социальная психология и групповая динамика // Сайт Е. Н. Волкова. — 2003. копия (недоступная ссылка);
- Грудин Н. Н. Иеговизм и дети / Иркут. обл. отд-ние о-ва "Знание". Иркут. ин-т усовершенствования учителей. — Иркутск: Вост-Сиб. кн. изд., 1965. — 51 с.
- Гордиенко Н. С. Российские Свидетели Иеговы: история и современность. — 2-е изд., испр. — СПб.: Лимбус Пресс, 2002. — 233 с.
- Горюнов, Д. В. Социальная концепция религиозного объединения «Свидетели Иеговы» / автореферат дис. … кандидата философских наук : 09.00.13. — Пермь: Перм. гос. техн. ун-т., 2006. — 26 с.
- Даниленко И. М. Откуда они пришли и что проповедуют. (О реакционной сущности религиозной секты иеговистов) / И. Даниленко, канд. философ. наук.. — Сталино: Сталинское областное изд-во, 1958.
- Дворкин А. Л. «Сектоведение. Тоталитарные секты. Опыт систематического исследования» / 3-е изд., перераб. и доп. — Н. Новгород, 2006. — 816 с. — ISBN 5-88213-050-6.
- Дворкин А. Л. Псевдохристианская секта «Свидетели Иеговы». О людях, никогда не расстающихся со «Сторожевой Башней». — СПб.: Формика, 2002. — 160 с. — ISBN 5-7754-0037-2.
- ДеЛозиер, Роджер «Стоит ли верить в Троицу?»: Критический обзор брошюры Свидетелей Иеговы
- Евменов Д. История создания и учение Общества Сторожевой Башни / (кандидатская диссертация). — М.: ПСТБИ, 1998.
- Зильбер А. П. Кровопотеря и гемотрансфузия. Принципы и методы бескровной хирургии. — Петрозаводск: Изд-во ПетрГУ, 1999. — 120 с.
- Иваненко С. И. О людях, никогда не расстающихся с Библией. — Республика, 1999. — 271 с. — ISBN 5-250-02696-6.
- Иваненко С. И. О людях, никогда не расстающихся с Библией. — Арт-Бизнес-Центр, 1999. — 271 с. — 100 030 экз. — ISBN 5-7287-0176-0. Архивировано 4 марта 2016 года.
- Иваненко С. И. Свидетели Иеговы — традиционная для России религиозная организация. — М.: Арт-бизнес-центр, 2002. — 208 с. — 2000 экз. Архивировано 4 марта 2016 года.
- Иваненко С. И. Эволюция идеологии и деятельности религиозной организации Свидетелей Иеговы в России : (Соц.-филос. анализ) / Автореф. дис. … д-ра филос. наук. — М.: Рос. акад. гос. службы при Президенте Рос. Федерации, 2002. — С. 44.
- Иваненко С. И. Свидетели Иеговы в современной России: «Тоталитарная секта» или наиболее крупная протестантская конфессия? // Религиоведение. — 2002. — № 1.
- Карчевский А. Л. Кровавое богословие Сторожевой Башни. Архивировано 2 ноября 2011 года.
- Кашников М. Ф. Двойное дно / Науч. ред. и авт. вступит, статьи И. Е. Горохов. — Калининград: Кн. изд-во, 1975.
- Керн Герберт. Как противостоять свидетелям Иеговы?. — СПб.: Андреев и согласие, 1995.
- Керн Герберт. Ответ… Свидетелям Иеговы. Архивировано 7 января 2009 года.
- Коник В. В. Иллюзии свидетелей Иеговы. — М.: Советская Россия, 1981. — 176 с.
- Коник В. В. „Истины“ Свидетелей Иеговы. — М.: Политиздат, 1978. — 111 с.
- Коник В. В. "Какого бога они свидетели? (Несостоятельность учения свидетелей Иеговы о богах). — Киев: Знание, 1977. — 32 с. — (О-во "Знание" УССР).
- Коник В. В. „Критика эсхатологии свидетелей Иеговы: очередные пророчества о конце мира“. — М.: Знание, 1976.
- Коробко Р. О. Свидетели Иеговы // Государственно-конфессиональные отношения и религиозные объединения в Тюменской области: Справочник / Под ред. В. П. Клюевой. — Тюмень: Печатный дом «Тюмень», 2009. — С. 167—173. — 304 с. — ISBN 978-5-903741-02-1.
- Короткая Т. П., Прокошина Е. С., Чудникова А. А., Языкович В. Р. Иеговизм / ред. М. Я. Ленсу. — Минск: Наука и техника, 1981. — 134 с.
- Свидетели Иеговы // Кругосвет. Архивировано 24 июня 2014 года.
- Кураев А. В. Если правы „свидетели Иеговы“ // Если Бог есть любовь…. — М., 1997. — 122 с.
- Куц М. Т. Армагеддон. — Львов, 1966.
- Куц М. Т. Иеговизм без маски. — Львов, 1969.
- Куц М. Т. Иллюзии иеговизма. — Киев, 1974.
- Левин В. Н. „Братья бруклинских апостолов“ (О свидетелях Иеговы и их деятельности в Ставропольском крае). — Ставрополь: Ставр. кн. издат, 1978.
- Макарова А. М., Стороженко А. И. Свидетели Иеговы. Псевдохристианский деструктивный культ. — СПб., 2004.
- Джош Макдауэлл, Дон Стюарт. Обманщики: во что верят приверженцы культов. Как они заманивают последователей. — М.: Протестант, 1993. — 224 с. Архивировано 7 июня 2013 года.
- Маньковский В. Г. Как иеговисты „подновили“ Апокалипсис. — Краснодар, 1962.
- Мартин Уолтер. Царство культов. — СПб.: СП „Логос“, 1992. — 352 с.
- Митрофан (Зноско-Боровский). Православие. Римо-католичество. Протестантизм и сектантство. Сравнительное богословие. — М.: Изд-е Свято-Троицкой Сергиевой Лавры, 1992. — 208 с.
- Милеант, Александр, еп. Лжеучение Свидетелей Иеговы
- Морозова-Юргенсон З. С. „Слуги тьмы“ (Заметки бывшей сектантки). — Калинин: Кн. Изд-во, 1956.
- Москаленко А. Т. Современный иеговизм. — Новосибирск: Наука, 1971. — 32 с.
- Москаленко А. Т. Секта иеговистов и её реакционная сущность. — М.: Высшая школа, 1961.
- Москаленко А. Т. Кто такие иеговисты?. — М.: Знание, 1959.
- Москаленко А. Т. Под маской религии. — М., 1961.
- Москаленко А. Т. Социальные корни и реакционная сущность идеологии и деятельности секты иеговистов / Автореф. дис.. — М., 1960.
- Нам не по пути с иеговистами: (сборник статей) / сост.: А. С. Герасимец. — Иркутск: Иркут. отд-ние О-ва по распространению полит. и науч. знаний РСФСР, 1960.
- Новые религиозные организации России деструктивного и оккультного характера (справочник)(Информационно аналитический вестник No 1. Изд. 2-е, переработ. и дополн.)Ростов-на-Дону.: Миссионерский Отдел Московского Патриархата Русской Православной Церкви, 1998.
- Неизвестные страницы истории : По материалам конф. «Уроки репрессий», г. Чита, 15 дек. 1999 г. : [Посвящ. 50-летию высылки Свидетелей Иеговы из респ. бывшего Сов. Союза в Сибирь и Забайкалье]. — Чита : Б. и., 2000. — 79 с.
- «Нравственность в традиционных религиях и культах», сборник докладов научно-практической конференции. СПб, 2000.;
- «Общество Сторожевой Башни, Свидетели Иеговы.» Сборник статей. — СПб.: Центр Апологетических Исследований, 2004.;
- Овсиенко Ф. Г. Экспертное заключение доктора философских наук, профессора кафедры религиоведения Российской академии государственной службы при Президенте РФ Ф. Г. Овсиенко от 31 января 1997 г. по фактам противоправной деятельности религиозной организации “Свидетели Иеговы” // Материалы дела № 217885. — 31.01.1997. Архивировано 17 апреля 2013 года.
- Одинцов, М. И. Совет министров СССР постановляет: «Выселить навечно!» : Сб. док. и материалов о Свидетелях Иеговы в Советском Союзе (1951—1985 гг.). — М.: Арт-Бизнес-Центр, 2002. — 238 с. — 4000 экз. — ISBN 5-7287-0225-2. Архивировано 4 марта 2016 года.
- Панайотидис П. Лжесвидетели Иеговы / Пер. с греч. — Салоники: Изд-во «Православный Пчельник», 1997.
- Петжик, Тадеуш. Свидетели Иеговы — кто они? / Пер. с польского Наталья Булавская. — М.: Издательский Центр «CLARETIANUM», 1996. Архивировано 2 ноября 2011 года.
- Порублёв Н. В. Организация Свидетелей Иеговы в свете истории и учения Библии. — Минск: Славянское Евангельское Общество Австралии, 2001.
- Пучков П. И. Свидетели Иеговы // Народы и религии мира: Энциклопедия / Гл. ред. В. А. Тишков. Редкол.: О. Ю. Артёмова, С. А. Арутюнов, А. Н. Кожановский, В. М. Макаревич (зам гл. ред.), В. А. Попов, П. И. Пучков (зам гл. ред.), Г. Ю. Ситнянский. — М.: Большая Российская энциклопедия, 1998. — С. 825—826. — 928 с. — ISBN 5-85270-155-6.
- Рекемчук А. Е. «Двойное дно» (Документальная повесть). — М.: Госполитиздат, 1959.
- «Религиозная проповедь сегодня (о чем говорят на молитвенных собраниях свидетелей Иеговы)». — Киев, 1989.
- Религиозные организации // Россия. Электронный энциклопедический словарь. — М.: Энциклопедия.
- Юзеф Дремлюг Свидетели Иеговы (JEHOWA’S WITNESSES) // Справочник «Религии и секты» Санкт-Петербургского Католического Информационно-просветительского Центра «Militia Dei»
- Рогозин П. И. Лжесвидетели : [Секта «Свидетели Иеговы»]. — М.: Свет на Востоке, 1995. — 80 с.
- Родес Р. «Вразрез со Священным Писанием: ложность учения свидетелей Иеговы», / Рон Родес; Вступ. ст. и богосл. ред.: Виктор Немцов]. — Минск : Библейская лига, 1998. — 126 с. ;
- Роудс Рон. Рассуждая со Свидетелями Иеговы при помощи Писания. — СПб.: Центр апологетических исследований, 2004.
- Рудакова Н. М. Протестантское сектантство и атеистическая работа. — Барнаул: Алт. кн. изд-во, 1984.
- Савельев С. Н. В мире разочарований, надежд и иллюзий. (Сектантство как религиозный феномен). — Л.: Знание, 1982.
- Свидетели Иеговы // Протестантизм: Словарь атеиста / Под  общ. ред. Л. Н. Митрохина. — М.: Политиздат, 1990a. — С. 232—233. — 319 с. — 200 000 экз. — ISBN 5-250-00373-7.
- Свидетели Иеговы в СССР // Протестантизм: Словарь атеиста / Под  общ. ред. Л. Н. Митрохина. — М.: Политиздат, 1990b. — С. 233—234. — 319 с. — 200 000 экз. — ISBN 5-250-00373-7.
- Скоморохова О. О. Печатная продукция «Свидетелей Иеговы». Принципы манипулирования сознанием аудитории;
- Славин, О. П. Тайная армия сатаны: Соврем. разоблачения масонов, сектантов («Свидетели Иеговы») и других врагов Христианства: Православ. взгляд / Олег Славин. — М.: Торжество Православия, 2000. — 286 с. : ил.; 20 см. — (Серия Заговор антихриста). ISBN 5-7850-0157-1 (ошибоч.)
- Советов М. И. Свидетели Иеговы в России: от преследований к признанию // Свобода совести в России: исторический и современный аспекты. Сборник докладов и материалов межрегиональных научно-практических семинаров и конференций. 2002-2004 гг.
- Солодовников В. В. Свидетели Иеговы // Энциклопедия для детей. Ч. 2. Религии мира / Глав. ред. М. Д. Аксёнова. — 5-е изд., перераб. И доп.. — М.: Аванта+, 1999. — Т. 6. — С. 414—415. — 688 с. — ISBN 5-89501-025-3.
- Станкевич Г. В. Религиозный фактор современного политического процесса / диссертация... доктора политических наук : 23.00.02. — Пятигорск: Пятигорский государственный лингвистический университет, 2012. — 417 с.
- Тимощук А. С., Федотова И. Н., Шавкунов И. В. § 2. Свидетели Иеговы // Введение в религиоведение: Учеб. пособие. — Владимир: ВЮИ ФСИН России, 2011. — С. 120—122. — 153 с. — 500 экз.
- Томас Ф. «Ложные свидетели Иеговы»: Исследование доктрин, содержащихся в учении свидетелей Иеговы. Sine loco et anno;
- Трофимчук Н. А., Свищев М. П. Экспансия / Кафедра религиоведения РАГС при Президенте РФ. — М.: РАГС при Президенте РФ, 2000. — 218 с.
- Трунов Д. Г. Религиозные организации и психотерапия // Журнал практического психолога Спец. выпуск: Психология деструктивных культов: профилактика и терапия культовых травм. — 2000. — № 1—2. — С. 40—56.
- Турчанинов Я. С. Кто их „владыка“?. — Ужгород: Карпати, 1973.
- Федоренко Ф. И. Секты, их вера и дела. — М.: Политиздат, 1965. — 360 с.
- Филимонов Э. Г. Новые тенденции в идеологии и деятельности современного сектантства / «Знание». — М., 1977.
- Филимонов Э. Г. Социальная и идеологическая сущность религиозного экстремизма. — М.: «Знание», 1983.
- Фокин В. Н. Критический анализ иеговистской трактовки библейской картины мира / Автореферат дисс. на соискание учён. степ. канд. философских наук. — Л.: ЛГПИ, 1972. — 23 с.
- Фрай, Мэнди Свидетели Иеговы и переливание крови
- Христианство: Учеб. пособие / Под ред. Ю. Шурыгина. — Волгоград: Книга, Вайланд—Волгоград, 1996. — 48 с. — ISBN 5-7610-0859-9. ISBN 5-7610-0864-5.
- Швечиков А. Н. Рай земной: новая сказка. Об идеологической и социально-политической доктрине иеговизма. Монография. — СПб.: Изд-во Кайрос, 1997. — 158 с. Архивировано 4 августа 2012 года.
- Шевченко В. И. Пророки огненной гибели. — М., 1961.
- Шилишпанов Р. В. Конфессиональные и типологические характеристики «Свидетелей Иеговы» : религиоведческий анализ / автореферат дис. … кандидата философских наук : 09.00.13. — Белгород: Белгород. гос. ун-т., 2006. — 21 с.
- Шилишпанов Р. В. Конфессиональные и типологические характеристики «Свидетелей Иеговы» (религиоведческий анализ). — Белгород.: Белгородский государственный университет, 2006. — 218 с. Архивировано 20 мая 2011 года.
- Шиш А. З. Иеговизм и его проповедники. — Ужгород, 1968.
- Штретер Э. Ф. Саморазоблачение духов пятидесятничества. — М.: ИЧП «Шихино», 1993. — 141 с.
- Языкович В. Р. Движение свидетелей Иеговы: социокультурный и ментальный аспекты // Учёные записки. Выпуск 2. Сборник научных статей факультета теологии./ Под ред. Филарета (Вахромеева К. В.), митрополита Минского и Слуцкого, Патриаршего Экзарха всея Беларуси. — Минск: ЕГУ, 2004. — С. 197—203. Архивировано из оригинала 2 апреля 2013 года.
- Яроцкий П. Л. Критика идеологических основ антикоммунизма современного иеговизма / Автореф… канд. филос.наук: 09.00.03.; МВ и ССО УССР. Львовский гос. ун-т. — Львов: Львовский государственный университет, 1973. — 25 с.
- Яроцкий П. Л. Кризис иеговизма (критический анализ идеологии и эволюции обыденного религиозного сознания). — Киев: Наукова думка, 1979.
- Яроцкий П. Л. Современный иеговизм: философско-социологический анализ идеологии и обыденного религиозного сознания" / Автореферат дисс. на соискание уч. степ. д-ра философ. наук. — М., 1980. — 50 с.
- Яроцкий П. Л. Эволюция современного иеговизма. — Киев. — Политиздат Украины, 1981.

на других языках
- Beckford J. A. Organization, Ideology and Recruitment: The Structure of the Watch Tower Movement // The Sociological Review. — Keele: University of Keele, 1975. — Т. 23, № 4.
- Beckford J. A. Sociological Stereotypes of the Religious Sect // The Sociological Review. — 1978. — Т. 26, № 1.
- Beckford J. A. The Trumpet of Prophecy. A sociological study of Jehovah’s Witnesses. — Oxford: Blackwall, 1975.
- Bergman J. R. Jehovah’s Witnesses and the Problem of Mental Illneses. — Clayton, 1992.
- Bednarski Wlodzimierz. Pismo Swiete a nauka swiadkow Jehowy. — Oliwa: Gdanskie Seminarium Duchowne, 1994.
- Botting, Heather. The orwellian world of Jehovah’s Witnesses. — Toronto: en:University of Toronto Press, 1984. — 213 p. — ISBN 0-8020-6545-7.
- Bowman, Jr., Robert M. Understanding Jehovah’s Witnesses. — Grand Rapids: Baker Book House, 1990.
- Bowser, Arthur. What Every Jehovah’s Witness Should Know. — Denver: B/P Publications, 1975.
- Campbell C. The Cult, the Cultic Milieu and Secularization // A Sociological Yearbook of Religion in Britain. — 1972. — № 5.
- Cohn W. Jehovah’s Witnesses as a Proletarian Sect. — New York, 1954.
- Chryssides, George D. The A to Z of Jehovah's Witnesses. — Lanham: Scarecrow Press, 2009. — 242 p. — ISBN 0-8108-6891-1.
- Chryssides, George D. Historical Dictionary of Jehovah's Witnesses. — Lanham: Scarecrow Press, 2008. — 240 p.
- Elliott, Joel. Language and Identity at the Kingdom Hall The discursive and strategies of the Watchtower Society. — The University of North Carolina at Chapel Hill, 1993. копия статьи
- Elliott, Joel. The Jehovah’s Witnesses and the Theocratic Subversion of Ethnicity // The University of North Carolina at Chapel Hill. — 1993. (A Paper Presented to the American Academy of Religion Washington, DC, November 21, 1993) копия статьи
- Elliott, Joel. You Can Live Forever on a Paradise Earth The Visual Rhetoric of Jehovah’s Witness Iconography // The University of North Carolina at Chapel Hill. — 1995.  (Minor revisions, October 1999) (This essay is based on a slide-show presentation I delivered in November, 1995, at the joint annual meeting of the Society for the Scientific Study of Religion / Religious Research Association, in St. Louis, MO.) копия статьи
- Elliott, Joel. Jehovah’s Witnesses // Encyclopedia of Religion and Society / ed. William H. Swatos, Jr. (Association for the Sociology of Religion/ Religious Research Association). — Walnut Creek, London, New Delhi: AltaMira Press, 1998. — 604 p. — ISBN 978-0-7619-8956-1. ISBN 0-7619-8956-0 копия статьи
- Garbe D., Winkel D. Die «Bibelforsche»(Zeugen Jehovas) in den Konzentrationslager (1933—1945)// Dahauer Hefte, Sludien und Dokumente zurGeschichte der nationalsozialistischen Konzentrationslager. Nov. 1994.
- Grigg, Fred. The Jehovah’s Witnesses. Gold Coast, Qld. Australia: Mandate Ministries, 1990.
- Gruss, Edmund «Apostles of Denial» Nutley, NJ: Presbyterian and Reformed, 1978;
- Gruss, Edmond Charles. Apostles of denial : An examination a. exposé of the history, doctrines a. claims of the Jehovah’s Witnesses / By Edmond Charles Gruss. — 9. print. — [Phillipsburg (N.J.)], Cop. 1970. — VIII, 324 с.; 23 см. ISBN 0-87552-305-6
- Haac F.-W. JehovasZeugen. Muenchen. 1993 ISBN 3-583-50608-1;
- Harrison, Barbara Grizzuti. Visions of glory : A history a. a memory of Jehovah’s witnesses / Barbara Grizzuti Harrison. — New York : Simon a. Schuster, Cop. 1978. — 413 с. ISBN 0-671-22530-8;
- Hoekema, Anthony A. The four major cults : Christian science. Jehovah’s witnesses. Mormonism. Seventh — day adventism / By Anthony A. Hoekema. — 5. print. — Grand Rapids (Mich.) : Eerdmans, 1976. — XIV, 447 с.; 24 см. ISBN 0-8028-3117-6
- Kahan, Koloman. Jehovovi svedkovia : /Kto sú? Komu slúžia?/ Koloman Kahan. — Bratislava : Pravda, 1988. — 257 с. : ил., портр
- Liedgren Dobronravoff, Pernilla. Att bli, att vara och att ha varit : om ingångar i och utgångar ur Jehovas vittnen i Sverige / Pernilla Liedgren Dobronravoff. — Lund : Socialhögskolan, Lunds univ., 2007. — 231 с.; 22 см. — (Lund dissertations in social work, ISSN 1650-3872; 28). ISBN 978-91-89604-35-3
- Lofland J. and Stark R. Becoming a World Saver // American Sociological Review[англ.]. 1965.
- Magnani, Duane «The Watchtower Files», Minneapolis BHP, 1985;
- Magnani, Duane and Barrett Arthur «Dialogue with Jehovah’s Witnesses» (2 vols.) Clayton, Calif.: Witness Inc., 1983;
- Manfred Gebhard. Geschichte der Zeugen Jehovas. — Berlin, 1999. — 674 S. — ISBN 3-89811-217-9.
- Martin, Walter and Klann, Norman «Jehovah of the Watchtower», Minneapolis, MN: Bethany House Publishers, 1981;
- Monroy, Juan A. Apuntando a la Torre : (Toda la verdad sobre los Testigos de Jehova) / Juan A. Monroy. — Terrassa : Clie, 1987. — 295 с.; 20 см. ISBN 84-7645-225-X
- Ross, Rev. J.J. «Some Facts and More Facts About the Self-Styled Pastor, Charles T. Russell», sine loco et anno;
- Rouston Pike «Jehovah’s Witness. Who They Are, What They Teach, What They Do», London, 1954;
- Stark R., Iannaccone L. R. Why the Jehovah’s Witnesses grow so rapidly: a theoretical application (англ.) // Journal of Contemporary Religion. — 1997. — Vol. 12, no. 2. — P. 133-157. — doi:10.1080/13537909708580796.
- Stroup,H. H. The Jehovah’s Witnesses (New York: Russell & Russell, 1945)
- Szczepanscy H. A., Kunda T. «Pismo Święte przeczy nauce świadków Jehowy». — Czestochowa.:Kaplanski Ruch Maryjny, 1988;
- Wilson B. R. «Jehovah’s Witnesses in Kenya» // Journal of Religion in Africa 5(1974): 128—149
- Wilson B. The Social Dimension of Sectarianism. Oxford, 1990.
- Yonan, G. Духовное сопротивление христианской веры в нацистской Германии: дело Свидетелей Иеговы = Spiritual Resistance of Christian Conviction in Nazi Germany: The Case of the Jehovah's Witnesses : [пер. с англ.] // Journal of Church and State[англ.]. — 1999. — Vol. 41, no. 2. — P. 307-322. — doi:10.1093/jcs/41.2.307.
- Zygmunt J. F. Jehovah’s Witnesses, Doctoral dissertation, University of Chicago, 1967
- Zygmunt J.F. Prophetic Failure and Chiliastic Identity: The Case of Jehovah’s Witnesses. «American Journal of Sociology». — Chicago, vol. 75, No 6, May 1970.